# Pixelbook

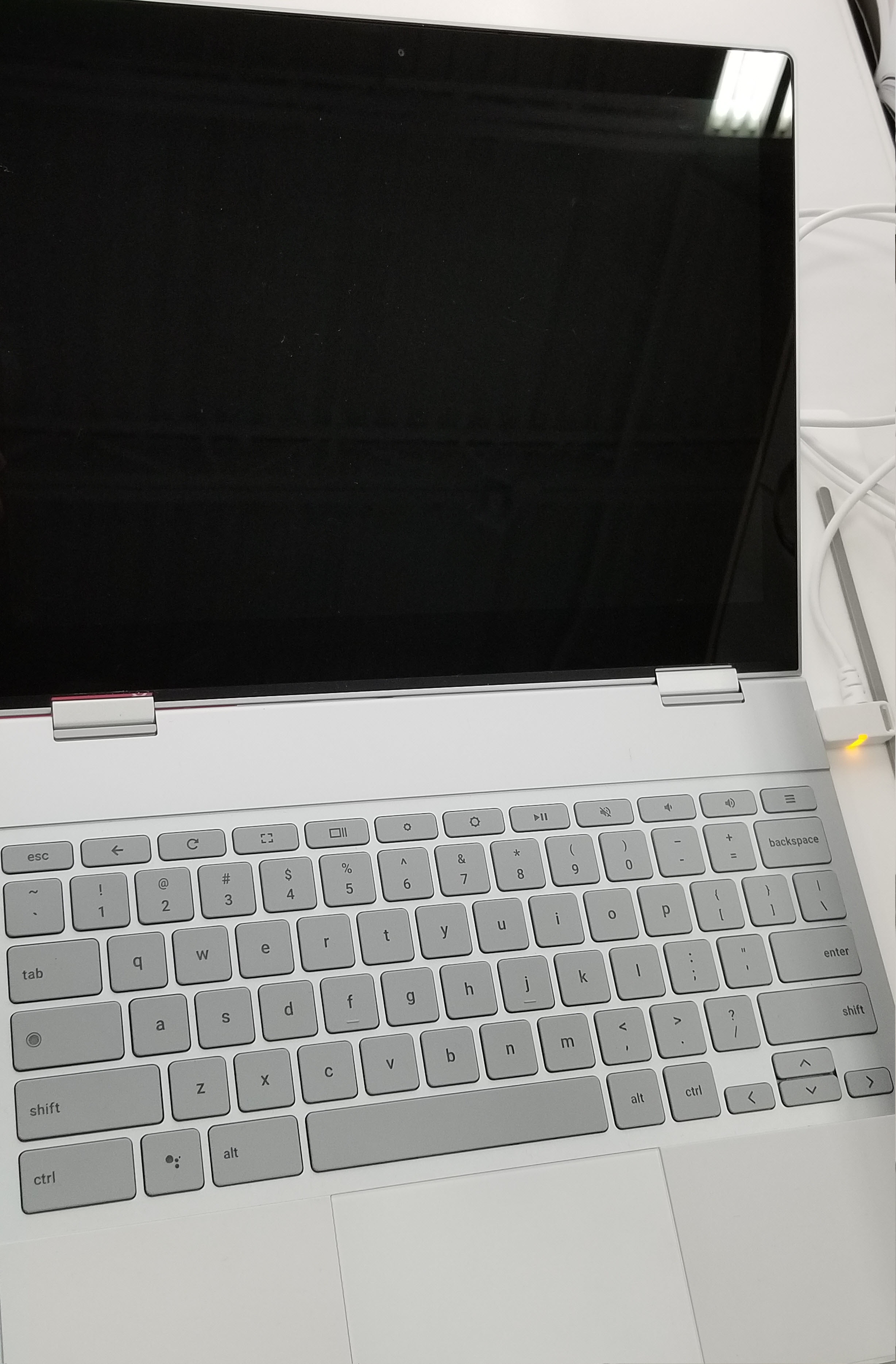
Pixelbook

Pixelbook è un computer portatile ibrido sviluppato da Google che esegue il sistema operativo Chrome OS. È stato annunciato il 4 ottobre 2017 e le vendite sono iniziate il 30 ottobre.

## Caratteristiche
Il Pixelbook è il successore del laptop Chromebook Pixel, la cui produzione è stata interrotta nel 2016, e del Pixel C.
Il Pixelbook ha un display touchscreen da 12,3 pollici (310 mm) che consente di utilizzare il dispositivo come fosse un tablet. Il dispositivo include anche Google Assistant con un pulsante dedicato sulla tastiera. Il sistema operativo è Chrome OS.
Il dispositivo è compatibile con Pixelbook Pen, una penna progettata per Pixelbook e venduta separatamente.
Come tutti i dispositivi certificati Chrome OS supporta le applicazioni Android nativamente. Inoltre, grazie a project Crostini, ha al suo interno un sistema GNU/Linux (per la precisione Debian nella sua versione Stretch) che consente il supporto nativo ai programmi supportati da Linux, come se fossero programmi installati direttamente nel sistema principale.